# Tanggu (instrumento musical)

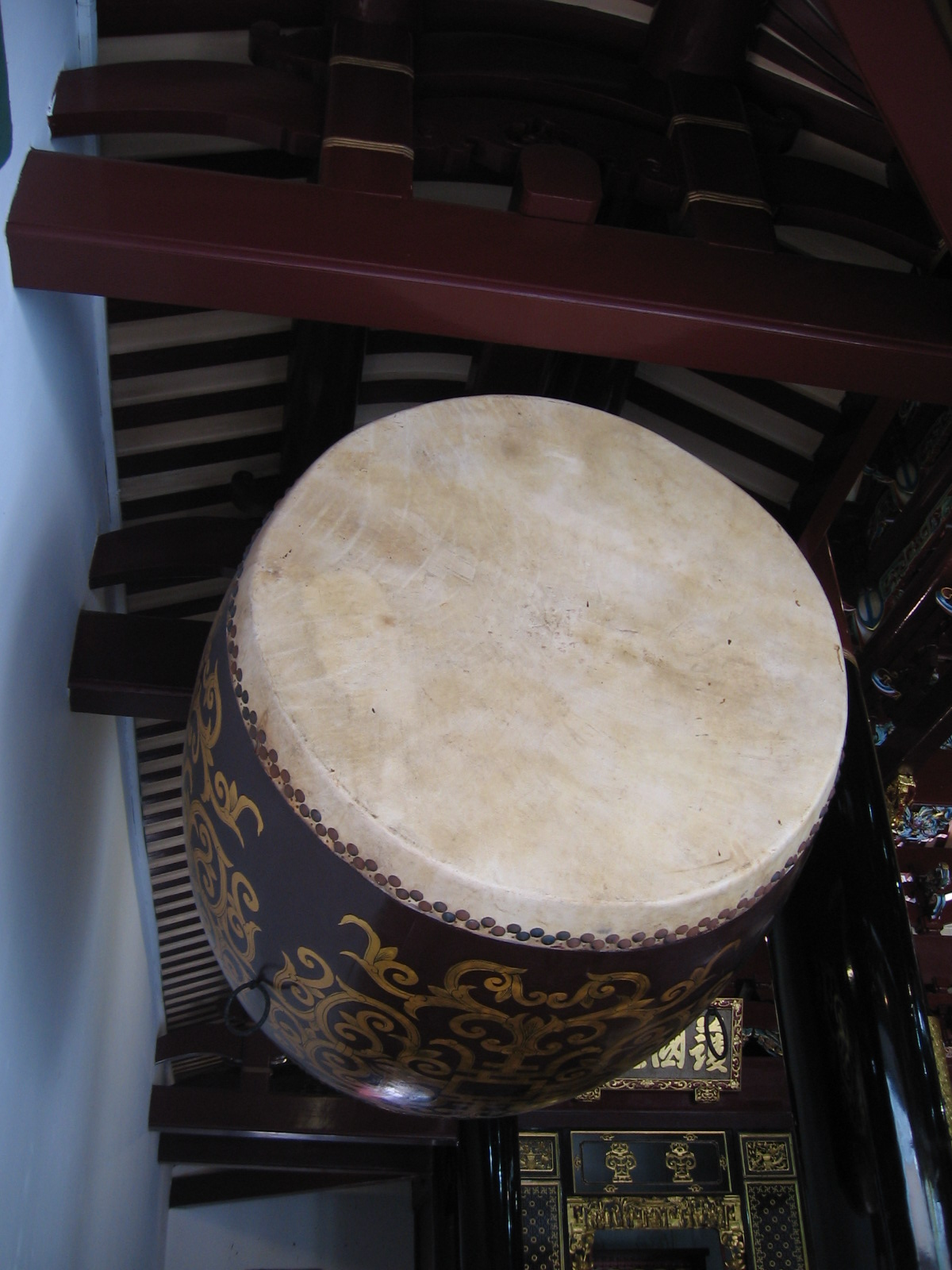
Tanggu

El tanggu (堂鼓; pinyin : tánggǔ  ; literalmente "tímpano de salón ceremonial"; a veces escrito tang gu) es un instrumento de percusión tradicional chino que se remonta a la dinastía Wei del Norte. Es de tamaño mediano y tiene forma de barril, con dos cabezales hechos de piel de animal y se toca con dos palillos.
El tanggu, como instrumento de percusión ceremonial se suele suspender por cuatro anillos con un soporte de madera.
Al tanggu también se le conoce como "tonggu". Durante la dinastía Qing, también se le llamaba "Zhanggu". Su cubierta normalmente está hecha de piel de búfalo. El timbre y el tono del sonido producido no son definitivos. Depende de la fuerza y de qué parte del parche del tambor se golpea.
Se reportan dos tipos de tanggu: el Xiao Tanggu (pequeño Tanggu) y el Da Tanggu (Gran Tanggu). La única diferencia entre ambos, es que el Xiao Tanggu suele ser más pequeño y, por lo tanto, produce un sonido más agudo.
Entre las obras orquestales que utilizan el tanggu se incluye la canción del Pescador del Mar de China Oriental (东海渔夫) y las Órdenes del general (将军令).